# Nicolas Rousseau
Pour les articles homonymes, voir Rousseau.
Nicolas Rousseau, né le 16 mars 1983 à Château-Renault (Indre-et-Loire), est un coureur cycliste français. Issu de la piste, il devient professionnel en 2007 au sein de l'équipe AG2R Prévoyance et rejoint l'équipe BigMat-Auber 93 en 2011. Sa carrière professionnelle se termine à la fin de l'année suivante.

## Biographie
Avec l'équipe de France, il a participé à la poursuite par équipes aux Jeux olympiques de 2008.
Il remporte le 18 juin 2009, la première étape de la Route du Sud.
Recruté par BigMat-Auber 93 en 2011, son contrat n'est pas renouvelé à la fin de l'année 2012. Rousseau annonce alors la fin de sa carrière de coureur professionnel. 
Nicolas Rousseau se reconvertit dans le domaine de l'aéronautique. Côté sport, il participe à quelques triathlons mais aussi au 24h du Mans à vélo. Il conduit aussi les voitures VIP des épreuves comme La Roue Tourangelle ou le Tour du Loir-et-Cher.

## Palmarès sur route

### Par années
- 2000
  - Chrono des Nations juniors
- 2001
  - Chrono des Nations juniors
- 2003
  - 3e du Loire-Atlantique Espoirs
- 2004
  - Champion de l'Orléanais sur route espoirs
  - 3e du Chrono des Nations espoirs
- 2005
  - Champion de l’Orléanais du contre-la-montre
  - Classement général du Tour du Haut-Anjou
  - 2e du Tour de Moselle
  - 3e de Paris-Connerré
- 2006
  - Champion de l'Orléanais sur route
  - 2e étape du Tour du Canton de Saint-Ciers
  - Boucles du Canton de Picquigny
  - Grand Prix d'automne
  - 2e du Tour du Canton de Saint-Ciers
  - 3e des Boucles de la Mayenne
  - 3e du championnat de France sur route amateurs
- 2009
  - 1re étape de la Route du Sud
- 2010
  - 3e étape de la Tropicale Amissa Bongo
- 2014
  - 3e du Tour des Landes

### Résultats sur les grands tours

#### Tour d'Italie
1 participation
- 2008 : 122e

### Classements mondiaux
| Année              | 2005 | 2006 | 2007 | 2008 | 2009 | 2010 | 2011 | 2012 |
| ------------------ | ---- | ---- | ---- | ---- | ---- | ---- | ---- | ---- |
| Classement ProTour |      |      | 233e |      |      |      |      |      |
| UCI Europe Tour    | 878e | 376e |      |      |      |      |      | 757e |

## Palmarès sur piste

### Jeux olympiques
- Pékin 2008
  - Demi-finaliste de la poursuite par équipes

### Championnats du monde juniors
- 2000
  -  Médaillé d'argent de la poursuite par équipes juniors

### Championnats d'Europe
- Büttgen 2002
  -  Médaillé d'argent de la poursuite par équipes espoirs
  -  Médaillé de bronze de la course aux points espoirs

### Championnats de France
- 2000
  -  Champion de France de poursuite par équipes juniors (avec William Bonnet, Olivier Basck et Charly Carlier)
  - 2e de la poursuite individuelle juniors
- 2004
  - 3e de la poursuite par équipes
- 2005
  - 2e de la poursuite individuelle espoirs
  - 2e de la poursuite par équipes espoirs
  - 3e de la poursuite par équipes
- 2008
  - 3e de l'américaine